# 均拉鎮區
均拉鎮區為緬甸實皆省瑞波縣的鎮區。2014年人口104,087人，區域面積2,752.9平方公里。均拉為該鎮區之首府。

## 外部連結
- Maplandia World Gazetteer（页面存档备份，存于） - map showing the township boundary